# Shōjo no Tomo
Shōjo no Tomo (jap. 少女の友, dt. „Mädchenfreund(in)“) war ein japanisches Manga-Magazin, das sich an Kinder, vor allem Mädchen, richtete und daher zur Kodomo oder Shōjo-Kategorie gezählt wird. Es erschien ab 1908 beim Verlag Jitsugyō no Nihon Sha und war damit das erste Magazin seiner Art. Anlass für die Gründung war der Erfolg des Magazins Tōkyō Puck von Kitazawa Rakuten, das seit 1905 sehr erfolgreich für Erwachsene herausgegeben wurde. Im Jahr zuvor hatte der gleiche Verlag bereits das an Jungen gerichtete Magazin Shōnen Puck gestartet.
Von 1938 bis 1940 erschien im Shōjo no Tomo erstmals die erfolgreiche Serie Kurukuru Kurumi-chan von Katsuji Matsumoto, die später in anderen Magazinen fortgesetzt werden sollte. 1955 wurde die Veröffentlichung des Magazins eingestellt.